# Abacetus kordofanicus
Abacetus kordofanicus es una especie de escarabajo terrestre de la subfamilia Pterostichinae.  Fue descrito por Tschitscherine en 1898. 